# Johannes Lamparter
Johannes Lamparter (ur. 8 listopada 2001 w Hall in Tirol) – austriacki kombinator norweski, ośmiokrotny medalista mistrzostw świata, siedmiokrotny medalista mistrzostw świata juniorów, zdobywca Pucharu Świata.

## Kariera
Po raz pierwszy na arenie międzynarodowej pojawił się 16 stycznia 2016 roku w Harrachovie, gdzie w zawodach dzieci zajął dziewiąte miejsce. W 2018 roku wystąpił na mistrzostwach świata juniorów w Kandersteg, gdzie razem z kolegami z reprezentacji zdobył złoty medal w sztafecie. Podczas rozgrywanych rok później mistrzostw świata juniorów w Lahti zwyciężył w zawodach metodą Gundersena na 10 km, był drugi na 5 km oraz trzeci w sztafecie. W 2020 roku na mistrzostwach świata juniorów w Oberwisenthal wraz z kolegami z reprezentacji zdobył złoty medal w sztafecie oraz był drugi w zawodach metodą Gundersena na 10 km. W 2021 roku na mistrzostwach świata juniorów w Lahti zwyciężył w zawodach metodą Gundersena na 10 km.
W zawodach Pucharu Świata zadebiutował 22 grudnia 2018 roku w Ramsau, gdzie zajął 31. miejsce w Gundersenie. Pierwsze punkty zdobył dzień później w tej samej miejscowości, zajmując 21. miejsce. W klasyfikacji generalnej sezonu 2018/2019 zajął 37. miejsce. Na podium zawodów tego cyklu pierwszy raz stanął 27 listopada 2020 roku w Ruce, kończąc rywalizację w Gundersenie na 5 km na drugiej pozycji.

## Osiągnięcia

### Igrzyska olimpijskie
| Miejsce | Dzień     | Rok  | Miejscowość | Konkurencja           | Wynik zwycięzcy | Strata | Zwycięzca      |
| ------- | --------- | ---- | ----------- | --------------------- | --------------- | ------ | -------------- |
| 4.      | 9 lutego  | 2022 | Zhangjiakou | Gundersen HS106/10 km | 25:07,7         | +9,0   | Vinzenz Geiger |
| 6.      | 15 lutego | 2022 | Zhangjiakou | Gundersen HS140/10 km | 27:13,3         | +18,0  | Jørgen Graabak |
| 4.      | 17 lutego | 2022 | Zhangjiakou | Sztafeta HS140/4x5 km | 50:45,1         | +59,6  | Norwegia       |

### Mistrzostwa świata
| Miejsce | Dzień     | Rok  | Miejscowość | Konkurencja                     | Wynik zwycięzcy | Strata  | Zwycięzca          |
| ------- | --------- | ---- | ----------- | ------------------------------- | --------------- | ------- | ------------------ |
| 7.      | 26 lutego | 2021 | Oberstdorf  | Gundersen HS106/10 km           | 23:01,2         | +28,6   | Jarl Magnus Riiber |
| 3.      | 28 lutego | 2021 | Oberstdorf  | Sztafeta HS106/4x5 km           | 43:57,7         | +49,1   | Norwegia           |
| 1.      | 4 marca   | 2021 | Oberstdorf  | Gundersen HS137/10 km           | 23:11,1         | -       | -                  |
| 1.      | 6 marca   | 2021 | Oberstdorf  | Sprint drużynowy HS137/2x7,5 km | 29:29,7         | -       | -                  |
| 11.     | 25 lutego | 2023 | Planica     | Gundersen HS102/10 km           | 24:36,3         | +49,2   | Jarl Magnus Riiber |
| 3.      | 26 lutego | 2023 | Planica     | Sztafeta mieszana HS102/4x5 km  | 37:38,2         | +1:00,0 | Norwegia           |
| 3.      | 1 marca   | 2023 | Planica     | Sztafeta HS138/4x5 km           | 47:20,4         | +9,3    | Norwegia           |
| 3.      | 4 marca   | 2023 | Planica     | Gundersen HS138/10 km           | 23:42,6         | +1:04,7 | Jarl Magnus Riiber |
| 3.      | 28 lutego | 2025 | Trondheim   | Sztafeta mieszana HS102/4x5 km  | 38:32,6         | +1:55,1 | Norwegia           |
| 5.      | 1 marca   | 2025 | Trondheim   | Kompakt HS102/7,5 km            | 17:13,4         | +5,3    | Jarl Magnus Riiber |
| 2.      | 7 marca   | 2025 | Trondheim   | Sztafeta HS138/4x5 km           | 50:37,7         | +6,8    | Niemcy             |
| 7.      | 8 marca   | 2025 | Trondheim   | Gundersen HS138/10 km           | 24:57,5         | +1:29,1 | Jarl Magnus Riiber |

### Mistrzostwa świata juniorów
| Miejsce | Dzień       | Rok  | Miejscowość    | Konkurencja                      | Wynik zwycięzcy | Strata  | Zwycięzca          |
| ------- | ----------- | ---- | -------------- | -------------------------------- | --------------- | ------- | ------------------ |
| 4.      | 30 stycznia | 2018 | Kandersteg     | Gundersen HS106/10 km            | 22:58,3         | +16,2   | Ondřej Pažout      |
| 1.      | 1 lutego    | 2018 | Kandersteg     | Sztafeta HS106/4x5 km            | 56:33,0         | -       | -                  |
| 8.      | 3 lutego    | 2018 | Kandersteg     | Gundersen HS106/5 km             | 11:28,8         | +30,4   | Vid Vrhovnik       |
| 2.      | 23 stycznia | 2019 | Lahti          | Gundersen HS100/5 km             | 13:43,0         | +5,3    | Julian Schmid      |
| 3.      | 25 stycznia | 2019 | Lahti          | Sztafeta HS100/4x5 km            | 53:16,4         | +22,5   | Niemcy             |
| 1.      | 27 stycznia | 2019 | Lahti          | Gundersen HS100/10 km            | 28:16,8         | -       | -                  |
| 2.      | 4 marca     | 2020 | Oberwiesenthal | Gundersen HS105/10 km            | 24:00,1         | +1:14,4 | Jens Lurås Oftebro |
| 4.      | 6 marca     | 2020 | Oberwiesenthal | Sztafeta mieszana HS105/4x2,5 km | 41:15,6         | +1:10,2 | Norwegia           |
| 1.      | 8 marca     | 2020 | Oberwiesenthal | Sztafeta HS105/4x5 km            | 47:23,5         | -       | -                  |
| 1.      | 11 lutego   | 2021 | Lahti          | Gundersen HS100/10 km            | 26:24,3         | -       | -                  |

### Puchar Świata

#### Miejsca w klasyfikacji generalnej
- sezon 2018/2019: 37.
- sezon 2019/2020: 28.
- sezon 2020/2021: 6.
- sezon 2021/2022: 2.
- sezon 2022/2023: 1.
- sezon 2023/2024: 3.
- sezon 2024/2025: 3.

#### Miejsca na podium
| Nr  | Data              | Miejscowość   | Konkurencja              | Wynik zwycięzcy | Pozycja | Strata      | Zwycięzca          |
| --- | ----------------- | ------------- | ------------------------ | --------------- | ------- | ----------- | ------------------ |
| 1.  | 27 listopada 2020 | Ruka          | Gundersen HS142/5 km     | 12:24,3 min     | 2.      | +1,2 s      | Jarl Magnus Riiber |
| 2.  | 20 marca 2021     | Klingenthal   | Gundersen HS140/10 km    | 26:25,5 min     | 3.      | +1:05,3 min | Jarl Magnus Riiber |
| 3.  | 26 listopada 2021 | Ruka          | Gundersen HS142/5 km     | 12:16,1 min     | 2.      | +20,2 s     | Jarl Magnus Riiber |
| 4.  | 28 listopada 2021 | Ruka          | Gundersen HS142/10 km    | 25:08,3 min     | 2.      | +12,4 s     | Jarl Magnus Riiber |
| 5.  | 5 grudnia 2021    | Lillehammer   | Gundersen HS140/10 km    | 25:40,1 min     | 2.      | +13,5 s     | Jarl Magnus Riiber |
| 6.  | 8 stycznia 2022   | Val di Fiemme | Gundersen HS106/10 km    | 25:49,8 min     | 1.      | -           | -                  |
| 7.  | 9 stycznia 2022   | Val di Fiemme | Gundersen HS106/10 km    | 26:14,5 min     | 2.      | +5,0 s      | Vinzenz Geiger     |
| 8.  | 15 stycznia 2022  | Klingenthal   | Gundersen HS140/10 km    | 25:18,5 min     | 1.      | -           | -                  |
| 9.  | 16 stycznia 2022  | Klingenthal   | Gundersen HS140/10 km    | 25:01,6 min     | 1.      | -           | -                  |
| 10. | 28 stycznia 2022  | Seefeld       | Gundersen HS109/7,5 km   | 19:03,8 min     | 3.      | +30,9 s     | Jarl Magnus Riiber |
| 11. | 29 stycznia 2022  | Seefeld       | Gundersen HS109/10 km    | 24:49,3 min     | 2.      | +1,7 s      | Vinzenz Geiger     |
| 12. | 30 stycznia 2022  | Seefeld       | Gundersen HS109/12,5 km  | 30:08,6 min     | 2.      | +1,5 s      | Jørgen Graabak     |
| 13. | 27 lutego 2022    | Lahti         | Gundersen HS130/10 km    | 23:45,9 min     | 3.      | +27,4 s     | Jarl Magnus Riiber |
| 14. | 5 marca 2022      | Oslo          | Gundersen HS134/10 km    | 23:00,2 min     | 2.      | +53,9 s     | Jarl Magnus Riiber |
| 15. | 12 marca 2022     | Schonach      | Gundersen HS100/10 km    | 23:48,9 min     | 2.      | +38,1 s     | Jarl Magnus Riiber |
| 16. | 13 marca 2022     | Schonach      | Gundersen HS100/10 km    | 24:23,9 min     | 2.      | +4,2 s      | Jarl Magnus Riiber |
| 17. | 17 grudnia 2022   | Ramsau        | Gundersen HS98/10 km     | 25:06,0 min     | 2.      | +5,0 s      | Vinzenz Geiger     |
| 18. | 7 stycznia 2023   | Otepää        | Start masowy HS97/10 km  | 133,8 pkt       | 1.      | -           | -                  |
| 19. | 8 stycznia 2023   | Otepää        | Gundersen HS97/10 km     | 24:39,5 min     | 2.      | +1,6 s      | Julian Schmid      |
| 20. | 22 stycznia 2023  | Klingenthal   | Start masowy HS140/10 km | 146,2 pkt       | 1.      | -           | -                  |
| 21. | 22 stycznia 2023  | Klingenthal   | Gundersen HS140/10 km    | 27:54,9 min     | 1.      | -           | -                  |
| 22. | 27 stycznia 2023  | Seefeld       | Gundersen HS109/7,5 km   | 18:33,7 min     | 2.      | +8,1 s      | Jens Lurås Oftebro |
| 23. | 28 stycznia 2023  | Seefeld       | Gundersen HS109/10 km    | 25:19,2 min     | 1.      | -           | -                  |
| 24. | 29 stycznia 2023  | Seefeld       | Gundersen HS109/12,5 km  | 30:26,4 min     | 1.      | -           | -                  |
| 25. | 4 lutego 2023     | Oberstdorf    | Gundersen HS137/10 km    | 23:25,0 min     | 1.      | -           | -                  |
| 26. | 11 lutego 2023    | Schonach      | Gundersen HS100/10 km    | 23:06,0 min     | 2.      | +8,1 s      | Jens Lurås Oftebro |
| 27. | 12 lutego 2023    | Schonach      | Gundersen HS100/10 km    | 24:40,0 min     | 1.      | -           | -                  |
| 28. | 11 marca 2023     | Oslo          | Gundersen HS134/10 km    | 23:40,4 min     | 3.      | +1:57,9 min | Jarl Magnus Riiber |
| 29. | 25 listopada 2023 | Ruka          | Gundersen HS142/10 km    | 26:17,3 min     | 2.      | +53,8 s     | Jarl Magnus Riiber |
| 30. | 26 listopada 2023 | Ruka          | Start masowy HS142/10 km | 173,8 pkt       | 2.      | -21,6 pkt   | Jarl Magnus Riiber |
| 31. | 15 grudnia 2023   | Ramsau        | Start masowy HS98/10 km  | 139,2 pkt       | 1.      | -           | -                  |
| 32. | 16 grudnia 2023   | Ramsau        | Kompakt HS98/7,5 km      | 17:09,6 min     | 1.      | -           | -                  |
| 33. | 13 stycznia 2024  | Oberstdorf    | Gundersen HS106/10 km    | 25:21,0 min     | 2.      | +1,0 s      | Jarl Magnus Riiber |
| 34. | 2 lutego 2024     | Seefeld       | Gundersen HS109/7,5 km   | 18:40,6 min     | 3.      | +48,5 s     | Jarl Magnus Riiber |
| 35. | 9 lutego 2024     | Otepää        | Start masowy HS97/10 km  | 134,3 pkt       | 3.      | -9,0 pkt    | Jarl Magnus Riiber |
| 36. | 10 lutego 2024    | Otepää        | Gundersen HS97/10 km     | 22:19,9 min     | 3.      | +3,2 s      | Jarl Magnus Riiber |
| 37. | 3 marca 2024      | Lahti         | Gundersen HS130/10 km    | 23:04,9 min     | 1.      | -           | -                  |
| 38. | 9 marca 2024      | Oslo          | Gundersen HS134/10 km    | 23:51,0 min     | 2.      | +1:28,6 min | Jarl Magnus Riiber |
| 39. | 10 marca 2024     | Oslo          | Gundersen HS134/10 km    | 23:49,8 min     | 2.      | +1:10,6 min | Jarl Magnus Riiber |
| 40. | 17 marca 2024     | Trondheim     | Gundersen HS138/10 km    | 22:32,0 min     | 1.      | -           | -                  |
| 41. | 7 grudnia 2024    | Lillehammer   | Gundersen HS98/10 km     | 24:07,4 min     | 3.      | +36,7 s     | Jarl Magnus Riiber |
| 42. | 18 stycznia 2025  | Schonach      | Gundersen HS100/10 km    | 24:21,1 min     | 2.      | +1,1 s      | Jens Lurås Oftebro |
| 43. | 19 stycznia 2025  | Schonach      | Kompakt HS100/8 km       | 19:02,2 min     | 1.      | -           | -                  |
| 44. | 31 stycznia 2025  | Seefeld       | Start masowy HS109/10 km | 126,6 pkt       | 2.      | -8,0 pkt    | Jarl Magnus Riiber |
| 45. | 7 lutego 2025     | Otepää        | Start masowy HS97/10 km  | 137,0 pkt       | 2.      | -10,1 pkt   | Jarl Magnus Riiber |
| 46. | 15 marca 2025     | Oslo          | Gundersen HS134/10 km    | 22:33,6 min     | 3.      | +7,3 s      | Vinzenz Geiger     |
| 47. | 16 marca 2025     | Oslo          | Kompakt HS134/7,5 km     | 17:11,3 min     | 3.      | +18,2 s     | Ilkka Herola       |
| 48. | 21 marca 2025     | Lahti         | Gundersen HS130/10 km    | 23:59,4 min     | 1.      | -           | -                  |
| 49. | 22 marca 2025     | Lahti         | Gundersen HS130/10 km    | 23:09,0 min     | 1.      | -           | -                  |

### Puchar Kontynentalny

#### Miejsca w klasyfikacji generalnej
- sezon 2017/2018: 72.
- sezon 2018/2019: 52.

#### Miejsca na podium chronologicznie
| Nr | Data            | Miejscowość | Konkurencja           | Wynik zwycięzcy | Pozycja | Strata | Zwycięzca          |
| -- | --------------- | ----------- | --------------------- | --------------- | ------- | ------ | ------------------ |
| 1. | 4 stycznia 2019 | Klingenthal | Gundersen HS140/10 km | 27:34,4         | 3.      | +43,2  | Jens Lurås Oftebro |

### Letnie Grand Prix

#### Miejsca w klasyfikacji generalnej
- 2018: 8. (25.)[12]
- 2019: (31.)[13]
- 2021: nie brał udziału
- 2022: (20.)[14]
- 2023: (10.)[15]

#### Miejsca na podium chronologicznie
| Nr | Data            | Miejscowość | Konkurencja         | Wynik zwycięzcy | Pozycja | Strata | Zwycięzca       |
| -- | --------------- | ----------- | ------------------- | --------------- | ------- | ------ | --------------- |
| 1. | 2 września 2023 | Villach     | Kompakt HS98/7,5 km | 16:41,6         | 3.      | +3,2   | Johannes Rydzek |